# Zbigniew Skorwider

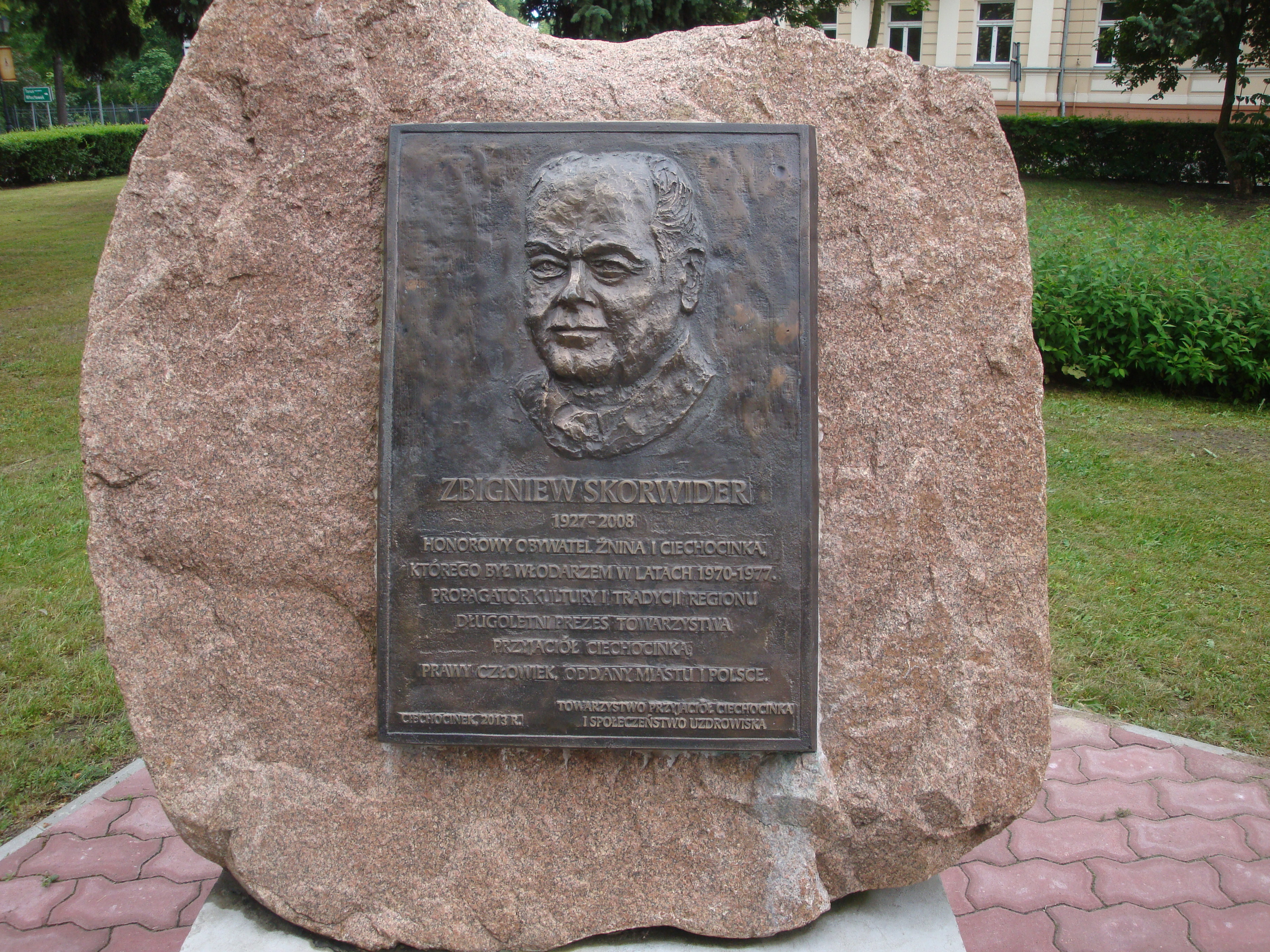
Pamiątkowy kamień ku czci Zbigniewa Skorwidera w Ciechocinku.

Zbigniew Skorwirder (ur. w 1927 roku w Poznaniu, zm. 30 kwietnia 2008 roku w Ciechocinku) – polski urzędnik, działacz społeczny, z wykształcenia księgarz. Przewodniczący Miejskiej Rady Narodowej w Żninie i Ciechocinku. Honorowy obywatel Żnina i Ciechocinka.
W 1937 roku rodzina Skorwirderów przeprowadziła się do Żnina. W czasie wojny Zbigniew Skorwirder był wywieziony do Niemiec, gdzie pracował jako tokarz. W 1948 ukończył w Żninie gimnazjum handlowe  i zaczął pracować w księgarni. Księgarnia była miejscem spotkań miejscowej młodzieży, a Zbigniew Skorwirder, obdarzony charyzmą, organizował z nimi działalność turystyczną i filatelistyczną. Założył Oddział PTTK w Żninie i starał się o założenie muzeum regionalnego w Żninie. W 1962 został przewodniczącym Prezydium Miejskiej Rady Narodowej. Stanął na czele komitetu organizującego uroczyste obchody 700-lecia nadania Żninowi praw miejskich. Obchody okazały się dużym sukcesem i rozsławiły zarówno Żnin, jak i Skorwirdera. 
W 1966 przeniósł się do Ciechocinka, gdzie początkowo pracował w księgarni, a w latach 1970-1977 był przewodniczącym Prezydium Miejskiej Rady Narodowej. W 1981 roku przeszedł na emeryturę, ale przez do końca życia udzielał się społecznie. Był działaczem PTTK, od 1984 honorowym prezesem  Oddziału PTTK w Ciechocinku, następnie także Towarzystwa Przyjaciół Ciechocinka. 
W 2004 roku został Honorowym Obywatelem Ciechocinka, a w 2005 roku - Honorowym Obywatelem Żnina. W 2020 roku w żnińskim ratuszu odsłonięto jego popiersie, a sali sesyjnej nadano jego imię. W 2014 roku w Ciechocinku odsłonięto kamień z tablicą upamiętniającą Zbigniewa Skorwirdera.